# Nicolau Maquiavel
Nicolau Maquiavel o simplement Maquiavel (Florència, 3 de maig de 1469 - ibíd., 21 de juny de 1527), de nom complet Niccolò di Bernardo dei Machiavelli, va ser un diplomàtic, funcionari públic, filòsof polític i escriptor italià. La seva traça i enginy han fet que diversos derivats del seu cognom s'utilitzin universalment com ara l'adjectiu "maquiavèl·lic".

## Biografia
Maquiavel va néixer al petit poble de San Casciano in Val di Pesa, a uns quinze quilòmetres de Florència el 3 de maig de 1469. Era fill de Bernardo Machiavelli, advocat, pertanyent a una empobrida branca d'una antiga família influent de Florència, i de Bartolomea di Stefano Nelli, ambdós de famílies cultes i amb orígens nobiliaris però amb pocs recursos a causa dels deutes del pare.
Entre 1498 i 1512 Maquiavel va estar a càrrec d'una oficina pública. Va viatjar a diverses corts a França, Alemanya i d'altres ciutats estat italianes en missions diplomàtiques. Va ser empresonat per un breu període a Florència el 1512 i després exiliat a San Casciano. Va morir a Florència el 1527 i va ser sepultat a la Santa Creu.
La seva vida es pot dividir en tres períodes; cadascun d'ells representa en si mateix la història de Florència. La seva joventut va coincidir amb la grandesa de Florència com a potència italiana, sota el mandat de Llorenç el Magnífic, dels Mèdici. La caiguda de Girolamo Savonarola a Florència va ocórrer el 1498, el mateix any en què Maquiavel s'integrava al servei públic. Durant la seva carrera com a oficial, Florència va ser lliure sota el govern d'una república, la qual va durar fins a 1512, quan els Mèdici van tornar al poder, i Maquiavel va perdre el seu lloc. Els Mèdici van governar Florència des de 1512 fins a 1527, quan van ser novament retirats del poder. Aquest va ser el període d'activitat literària de Maquiavel, i també de la seva creixent influència; tanmateix, va morir a unes setmanes de l'expulsió dels Mèdici, el 21 de juny de 1527, als cinquanta-vuit anys, sense haver recuperat el seu lloc.

### Joventut
Encara que es tenen pocs registres de la joventut de Maquiavel, la Florència d'aquells dies era tan ben coneguda que és fàcil imaginar l'ambient en el qual el jove ciutadà s'espavilava. Florència era una ciutat amb dos corrents oposats, una representada per l'auster Girolamo Savonarola i l'altra per Llorenç de Mèdici, amant de l'esplendor. Encara que el poder de Savonarola sobre les fortunes florentines era immens, no sembla haver estat molt important per a Maquiavel, ja que només l'esmenta a El príncep, la seva obra cabdal, com un malaguanyat profeta desarmat. D'altra banda, la magnificència del mandat de Llorenç va impressionar fortament Maquiavel que va arribar fins i tot a dedicar El príncep al net de Llorenç. Maquiavel va ser considerat un dels grans escriptors en el seu col·legi. Era un escriptor i va ser un militar molt reconegut que va influir en l'humanisme.

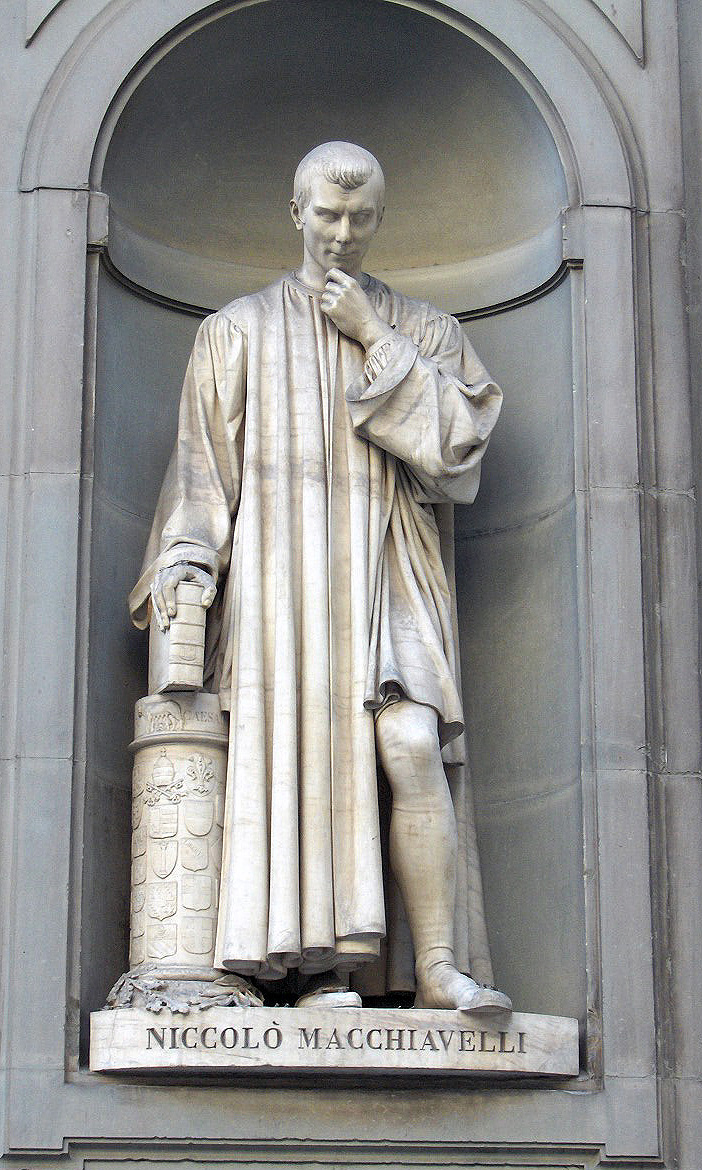
Estàtua de Maquiavel a la Galeria Uffizi

### Servei civil
El segon període de la seva vida s'ubica en el «Període Lliure» de Florència, que va des de l'execució de Girolamo Savonarola el 1498, quan Maquiavel tenia 29 anys, i va durar fins a la tornada dels Mèdici, el 1512. Després de servir quatre anys en una oficina pública com a secretari, va ser nomenat Canceller i Secretari de la Segona Cancelleria. Va prendre un rol important en els assumptes de la república, havent quedat els seus decrets, els seus registres i els seus despatxos per guiar-nos, així com els seus propis escrits. Malgrat que va ocupar importants posicions en el panorama públic i polític, ell les evitava, ja que acceptava qualsevol tipus de treball a canvi de poc sou, car sempre va manifestar que no aspirava a ser ric.
La seva primera missió fou el 1499, per a Caterina Sforza, "La meva dama de Forli" a l'obra El Príncep. De la seva conducta i sort, Maquiavel va extreure la lliçó: «que és millor guanyar la confiança de la gent que confiar en la força». Serà un concepte molt important per a Maquiavel, i és assenyalat en moltes formes com de vital importància per a aquells que vulguin ostentar el poder.
El 1500 va ser enviat al Regne de França per convèncer Lluís XII sobre la conveniència de continuar la guerra contra Pisa. Serà aquest el rei que, en la seva política respecte a Itàlia, comet els cinc errors capitals del poder resumits en El Príncep.
La vida pública de Maquiavel va estar emmarcada pels esdeveniments sorgits per l'ambició del papa Alexandre VI i el seu fill, Cèsar Borja, el duc Valentino; ambdós personatges ocupen un gran espai a El príncep. Maquiavel no vacil·la a citar les accions del duc en benefici dels usurpadors que volen quedar-se amb els estats que conquereixen; de fet, Maquiavel no troba millors preceptes per ensenyar que els patrons de conducta de Cèsar Borja. Per això, per a alguns crítics, Cèsar és l'"heroi" d'“El Príncep”'. Tot i així, el duc és assenyalat a El príncep com el tipus d'home que creix amb la fortuna dels altres, i cau de la mateixa manera; qui pren el rumb que podria esperar-se de qualsevol home prudent, excepte el curs que el salvarà; qui està preparat per a totes les eventualitats, excepte per a la que finalment arriba; i qui, quan les seves habilitats li són insuficients per solucionar un problema, exclama que no ha estat la seva culpa, sinó la d'una fatalitat extraordinària i imprevista. Cèsar Borja també era un gran humanista i va contractar Leonardo da Vinci perquè li realitzés algunes pintures. En diverses ocasions, Maquiavel va coincidir amb Leonardo, mantenint amb ell llargues converses.
A la mort d'Alexandre VI, el 1503, Maquiavel va ser enviat a observar l'elecció del successor, i allà s'adona de les maniobres de Cèsar Borja per forçar l'elecció de Giuliano delle Rovere (Papa Juli II), que era un dels cardenals que més temia el duc. Maquiavel, en comentar aquesta elecció, diu: “que aquell que pensi que els favors faran que els grans personatges oblidin ofenses passades s'enganya a si mateix”. I així, Juli II no va descansar fins a veure Cèsar a la ruïna.
Precisament va ser Juli II amb qui Maquiavel va complir el seu encàrrec el 1506, al mateix temps que el pontífex començava la seva croada en contra de Bolonya; una campanya que va resultar ser sol una més de les seves reeixides aventures, gràcies en gran part al seu caràcter impetuós. Respecte al papa Juli II, Maquiavel ens presenta les semblances que existeixen entre la Fortuna i les dones; i conclou que l'agosarat, i no el cautelós, és el que conquerirà ambdues.
El 1507 el van destinar a Alemanya com a diplomàtic per parlamentar amb l'emperador Maximilià I sobre les mesures expansionistes que volia adoptar l'esmentat emperador. Maximilià, sorprès per la intel·ligència i eloqüència de Maquiavel, va quedar convençut de no envair territoris italians, i menys encara Florència, que era la intenció que tenia l'emperador. Sobre els alemanys, concretament, Maquiavel va dir: «els alemanys són una grandíssima força militar, però tenen i tindran una política molt feble».

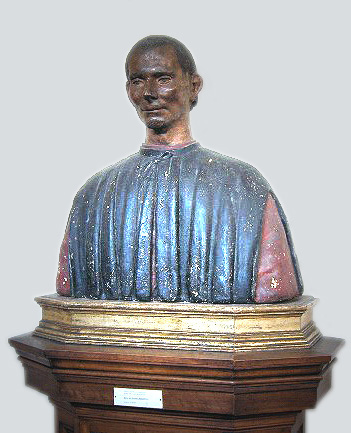
Bust de Maquiavel

L'emperador Maximilià va ser un dels homes més interessants de l'època, i el seu caràcter havia estat modelat per múltiples mans; però Maquiavel revela el secret de les constants falles de l'emperador quan el descriu com un home retret, sense força de caràcter, i sense el valor necessari per dur a terme els seus plans, o insistir en el compliment dels seus desigs.
Altres personatges van ser estudiats per Maquiavel, com per exemple Ferran II d'Aragó a qui va retratar com l'home que aconseguia grans conquestes sota la capa protectora de la religió, però que en realitat desconeixia els principis de la pietat, la fe, la humanitat i la integritat; tanmateix, per a Maquiavel, poc hauria assolit Ferran d'Aragó si alguna vegada s'hagués deixat influir pels esmentats principis.
Els altres anys de Maquiavel en el servei públic van transcórrer al voltant dels esdeveniments sorgits a partir de la Lliga de Cambrai, formada el 1508 entre les tres grans potències europees i el papa, per tal de destruir la República de Venècia. Després de la batalla d'Agnadello, Venècia va perdre en un dia tot el que havia guanyat en vuit-cents anys. Arran d'aquesta batalla va sorgir un problema entre el papa i França, que va deixar Florència desprotegida i a mercè del papa. Aquest va imposar la tornada dels Mèdici el primer de setembre de 1512. La consegüent caiguda de la república va provocar l'acomiadament de Maquiavel del servei públic i el final de la seva carrera com a oficial.

### Exili
A la tornada dels Mèdici, Maquiavel, que havia mantingut esperances de retenir el seu lloc sota el mandat dels nous amos de Florència, va ser acomiadat per decret el 7 de novembre de 1512. Va ser capturat i torturat per pertànyer a una conspiració contra els tirans Mèdici, juntament amb el seu amic Giovanni Battaini i 20 persones més. El nou pontífex Lleó X va intervenir per alliberar-lo i Maquiavel es va retirar a la seva petita propietat a San Casciano in Val di Pesa, a uns quinze quilòmetres de Florència. Aquí malviu talant un bosc de la seva propietat juntament amb uns obrers contractats i sobreviu amb aquest pesat treball. També es dedicava a l'agricultura i a la ramaderia i convivia amb els obrers; amb ells menjava, jugava i parlava, per sentir-se viu. Els seus amics de la ciutat li donen l'esquena. Però encara que són els pitjors anys de la seva vida, Maquiavel té a les nits el seu espai per a la llibertat i el benestar. Cada nit es desvestia de les seves vestimentes de treball i es posava vestits de quan va ser al servei civil. Una vegada així abillat llegia Dante, a Petrarca i Ovidi i va ser en aquelles solitàries nits quan comença a dedicar-se en cos i ànima a la literatura. Va aconseguir escriure vuit llibres, escrits la majoria amb una prosa àgil i clara entre 1513 i 1525. En una carta a Francesco Vettori, datada el desembre de 1513, va deixar una descripció interessant de la seva vida en aquell període, i un esbós dels seus motius per escriure “El Príncep”.
Va arribar a donar una còpia d'“El Príncep” als Mèdici, però la hi van menysprear. Nicolau Maquiavel també hi escriu la seva segona obra de més importància en la seva bibliografia anomenada Discursos sobre la primera dècada de Titus Livi, on mostra la seva veritable visió política, descrivint com a millor forma de govern una república i no una monarquia absoluta. Després va escriure “Discurs sobre l'Art de la Guerra” i la comèdia “La Mandràgora”. Tot i ser anys de penúria on la seva ment sofria, Maquiavel va treure el millor del seu talent.

### Últims anys
Malgrat rebre l'amnistia el 1521, poc després d'aquest fet és acusat per ser falsament involucrat en una conspiració de cop d'estat contra els Mèdici. De nou és torturat i capturat, però per poc temps, ja que aconsegueix l'alliberament i li manen que aconsegueixi l'alliberament d'uns treballadors de la llana que havien segrestat un grup de malfactors. Maquiavel ho va aconseguir i va ser pagat amb una bona quantitat de diners pel gremi de la llana. Amb una part d'aquests diners compra un bitllet de loteria i li toquen 20.000 ducats en l'esmentada loteria, amb els quals paga diversos deutes i es posa al dia. Treballa en l'acadèmia humanista de Bernardo Rucellai, traduint l'obra grega de Polibi, de la qual recull moltes idees sobre el govern en república. El nou papa Climent VII, que també era un Mèdici, encarrega a Maquiavel una obra sobre la “Història de Florència”. Maquiavel accepta i li paguen 120 florins, però és acusat de ser partidari dels Médici, una situació absurda, ja que havia estat acusat de preparar un cop d'estat contra ells, i de nou injuriat per l'opinió pública.
Va morir oblidat i abandonat el 1527. Va deixar un gran llegat que va tenir més èxit en segles posteriors que en l'època en què li va tocar viure, ja que encara que ell mai no va voler predir el futur, ho va aconseguir estudiant el present. Va defensar la col·lectivitat per davant de la individualitat i sempre va dir la veritat cruenta i única sobre la política i dels seus governants.

## Pensament polític
La concepció política de Maquiavel es basa en:
- El refús de les teories idealistes proposades per Plató i Aristòtil: el bon polític no és el que té bones qualitats morals sinó el que sap arribar al poder.
- Recuperació i actualització del llegat polític de la història de Roma.
- Estudi empíric de la realitat política sense il·lusions o enganys.
- Concepció pessimista de la naturalesa humana: l'home es mou per ambició, les passions i els desigs.
- Independència de la política respecte de l'ètica.
- La religió és bona o dolenta en la mesura que és políticament útil o inconvenient.

El manteniment i la protecció de la convivència, el governant ho porta a terme mitjançant:
- La prudència política: capacitat per preveure situacions futures, que inclou sentit de l'oportunitat i acceptació de les oscil·lacions de la fortuna (sort).
- La virtut: força, intel·ligència i valor del Príncep (governant) per imposar un ordre estatal lliure de corrupció.
- La força: la seguretat ha d'estar garantida per un exèrcit format per ciutadans i no per mercenaris.

Tot i que Maquiavel mai no ho va dir, se li atribueix la frase "el fi justifica els mitjans", ja que resumeix moltes de les seves idees.
Es considera Maquiavel com un dels teòrics polítics més notables del renaixement, ja que amb la seva aportació s'obrí camí a la modernitat en la seva concepció política i a la reestructuració social.
Tradicionalment, s'ha trobat una aporia en el pensament maquiavel·lià a conseqüència de la difícil conciliació de les seves dues obres principals, els "Discursos sobre la primera dècada de Titus Livi" i "El príncep".
En els "Discursos", Maquiavel es declara partidari de la república, partint del supòsit que tota comunitat té dos esperits contraposats: el del poble i el dels grans (que volen governar el poble), que estan en constant conflicte. Per a Maquiavel, el millor règim és una república ben organitzada (presa com a exemple la República Romana), aquella que aconsegueixi donar participació en els dos partits de la comunitat per, d'aquesta manera, contenir el conflicte polític dins de l'esfera pública.
Maquiavel assenyala, i d'això la qualificació de "ben organitzada", que és primordial que en l'esmentada república es disposi de les institucions necessàries per canalitzar el conflicte dins de les mateixes sense les quals la república es desarmaria. Cap de les altres formes de govern com l'aristocràcia, la tirania, la democràcia o la monarquia aconsegueixen l'equilibri dels partits dins del règim per la qual cosa són inestables.
Els intèrprets proclius a les tesis republicanes han pretès, des de Rousseau, conciliar la contradicció entre els “Discursos” i “El príncep” afirmant que aquest últim suposa un exercici d'ironia que senzillament despullava a la llum pública el que eren les verdaderes pràctiques del poder.
Tanmateix, en l'oposició a la república que podria inferir-se en El príncep, s'ha de tenir en compte que, quan Maquiavel escriu, pretén mostrar com ha d'actuar Llorenç de Mèdici si el que vol és unificar Itàlia. Maquiavel aclareix també que pot existir un home amb la virtut política del qual (saber aprofitar els moments de fortuna i escapar dels desfavorables) superi la república en conjunt, però l'esmentada virtut política morirà amb el mortal que la tingui, cosa que no ocorreria en una república ben organitzada.
A més d'això, s'ha de recordar que “El Príncep” presenta analogies amb la figura romana i republicana del dictador, investit de poders absoluts durant un breu període i havent de retre comptes posteriorment davant de la república. En aquest sentit, la contradicció entre els dos texts principals de Maquiavel no és aquesta. Si és així, llavors el principat i la república haurien de ser entesos com a formes de govern subordinades a l'autèntica preocupació política de Maquiavel: la formació d'un Estat modern a la Itàlia del seu temps.
Maquiavel entén que tot Príncep ha de tenir virtut i fortuna per pujar al poder; la virtut de prendre bones decisions i la fortuna de tractar de conquerir un territori i trobar-se amb una situació (que no va ser provocada per ell mateix) que l'ajuda o beneficiï. Aquell príncep que obtingui el poder mitjançant el crim i el maltractament, sent aquest vil i dèspota, ha d'entendre que una vegada pugi al poder ha de canviar aquesta actitud cap al poble, donant llibertat al poble, per guanyar-se el seu favor, ja que al cap i a la fi aquests seran els que decideixin el seu futur.
Maquiavel va ser, a més, un autèntic precursor del treball dels analistes polítics i columnistes dels nostres dies: "tots aquests prínceps nostres tenen un propòsit, i ja que ens és impossible conèixer els seus secrets, ens veiem obligats en part a inferir-lo de les paraules i els actes que realitzen, i en part a imaginar-lo (carta a Francesco Vettori, juliol de 1513).
En tot cas, diferents texts del pensador llancen llums i ombres sobre la coherència interna de la seva obra. Així, el florentí arriba a afirmar que “d'algun temps ençà, jo no dic mai el que crec, ni crec mai el que dic, i si se m'escapa alguna veritat de tant en tant, l'amago entre tantes mentides, que és difícil reconèixer-la” (carta a Francesco Guicciardini, maig de 1521).

## Impacte
Les idees de Maquiavel varen produir un profund impacte en els líders polítics en tot l'Occident modern, ajudat per la nova tecnologia de la impremta. En les primeres generacions posteriors a Maquiavel, la seva principal influència va ser en els governs no republicans. Polo va informar que el príncep va ser molt referenciat per Thomas Cromwell a Anglaterra i va influir en Enric VIII, en la seva conversió al protestantisme i en les seves tàctiques, per exemple, durant la Peregrinació de Gràcia. També van posseir-ne una còpia els reis catòlics i l'emperador Carles V. A França, després d'una reacció inicial mixta, Maquiavel va arribar a ser associat amb Caterina de Mèdici i la massacre del dia de Sant Bartomeu. Com va reportar Bireley, al segle xvi, els escriptors catòlics "associaren Maquiavel amb els protestants, mentre que els autors protestants el veien com italià i catòlic". De fet, pel que sembla, va ser influent tant pels reis catòlics com pels protestants.
Una de les primeres obres importants dedicades a la crítica de Maquiavel, sobretot de El príncep, va ser la de l'hugonot, Innocenci Gentillet, el treball és comunament conegut com a Discurs contra Maquiavel o anti Maquiavel va ser publicat a Ginebra el 1576. Va acusar Maquiavel de ser ateu i acusava els polítics del seu temps dient que les seves obres eren l'«Alcorà dels cortesans», que «ell no té cap reputació a la cort de França, que té els escrits de Maquiavel a tocar». Un altre tema de Gentillet està més relacionat amb el mateix esperit de Maquiavel. Va posar en dubte l'eficàcia de les estratègies immorals (igual que el mateix Maquiavel havia fet, tot i que també explica la manera com de vegades podien actuar). Això es va convertir en el tema de la majoria dels futurs discursos polítics a Europa durant el segle xvii, incloent-hi els escriptors catòlics de la Contrareforma inventariats per Bireley: Giovanni Botero, Justus Lipsius, Carlos Scribani, Adam Contzen, Pedro de Ribadeneira i Diego Saavedra Fajardo. Aquests autors van criticar Maquiavel, però també el van seguir en molts aspectes. Ells van acceptar la necessitat d'un príncep preocupat per la reputació, i fins i tot la necessitat de l'astúcia i l'engany, però en comparació amb Maquiavel, igual que més tard els escriptors modernistes, han posat èmfasi en el progrés econòmic molt més que les empreses de major risc de la guerra. Aquests autors solen citar Tàcit com a font d'assessorament polític realista, en comptes de Maquiavel, una posició coneguda com a "Tacitisme". El "tacitisme negre" donava suport al regnat principesc, però el "tacitisme vermell", argumentant les repúbliques, més en l'esperit original del mateix Maquiavel, va esdevenir cada vegada més important.

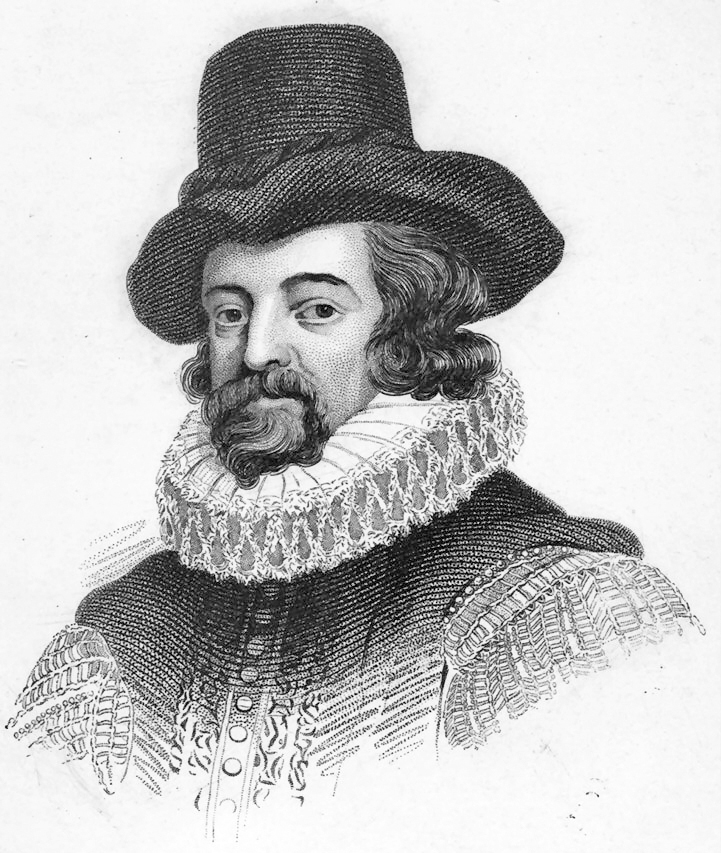
Francis Bacon argumentava el cas que es convertiria en ciència moderna basat més en l'experiència real i l'experimentació, lliure de suposicions sobre la metafísica, i destinada a augmentar el control de la natura. Va considerar Maquiavel com el seu predecessor.

La filosofia materialista moderna desenvolupada als segles XVI, XVII i XVIII, es va iniciar a partir de les generacions posteriors a Maquiavel. Aquesta filosofia tendeix a ser republicana, més en l'esperit original maquiavèl·lic, però com amb els autors catòlics, el realisme de Maquiavel i el foment de l'ús de la innovació per tractar de controlar la seva pròpia fortuna van ser més acceptats que el seu èmfasi en la guerra i la política. El resultat no només varen ser l'economia i la política innovadora, sinó també la ciència moderna, el que porta a alguns analistes a dir que la Il·lustració del segle xviii suposava una "humanitària" moderació del maquiavelisme.,
La importància de la influència de Maquiavel és notable en moltes figures importants en aquesta activitat, com per exemple Bodin, Francis Bacon, Algernon Sidney, Harrington, John Milton, Spinoza, Rousseau, Hume, Edward Gibbon i Adam Smith. Encara que no sempre es mencionava pel seu nom com una inspiració, per la seva controvèrsia, que també es creu que han estat una influència per a altres grans filòsofs, com ara Montaigne, Descartes, Hobbes, Locke i Montesquieu.
A l'Anglaterra del segle xvii, les idees de Maquiavel van ser considerablement desenvolupades i adaptades, i el republicanisme va tornar a reviure una vegada més, i després del segle xvii el republicanisme anglès hauria de sorgir en el segle següent, no només un tema de la reflexió política i històrica anglesa - dels escrits de Bolingbroke i de Gibbon i dels primers radicals parlamentàries -, sinó un estímul a l'edat de la Il·lustració, a Escòcia, al continent, i a Amèrica.
Els estudiosos han argumentat que Maquiavel va tenir una gran influència directa i indirecta sobre el pensament polític dels Pares Fundadors dels Estats Units. Benjamin Franklin, James Madison i Thomas Jefferson varen seguir el republicanisme de Maquiavel quan es van oposar al que veien com l'aristocràcia emergent que temien. Alexander Hamilton va crear el Partit Federalista. Hamilton va aprendre de Maquiavel sobre la importància de la política exterior i de la política nacional, però pot haver trencat amb ell per discrepàncies en la forma voraç en una república havia de ser per tal de sobreviure (George Washington, va estar, probablement, menys influït per Maquiavel). No obstant això, el Pare de la Pàtria, que és potser el que més ha estudiat i valorat Maquiavel com un filòsof polític, va ser John Adams, que ha comentat profusament el pensament de l'italià en la seva obra En defensa de les Constitucions de Govern dels Estats Units d'Amèrica 

## Recuperació de la figura als seglesxixixx
Malgrat que ha romàs un escriptor políticament influent als segles xvii i XVIII, va ser als segles xix i xx quan es va redescobrir la seva ciència política per a les seves aplicacions intel·lectuals i pràctiques. El màxim exponent d'aquest renovat interès és la Introducció a l'edició d'El Príncep de 1953, on Christian Gauss, el Degà de Universitat de Princeton, amb el context històric pertinent, parla sobre els comentaris que d'El Príncep varen fer els historiadors, alemanys Ranke (s. XIX) i Meineke (s. XX), the Briton Lord Acton, i altres. Cita el consens amb què Machiavelli era vist com el primer polític teòrico-pràctic, científic amb una aproximació a l'art de governar, i considerant Maquiavel com "el primer Home Modern". Els comentaristes veuen el científic polític Maquiavel positivament, perquè veia el món de manera realista, així, aquest art de governar condueix (generalment) a resultats constructius.

## Obres

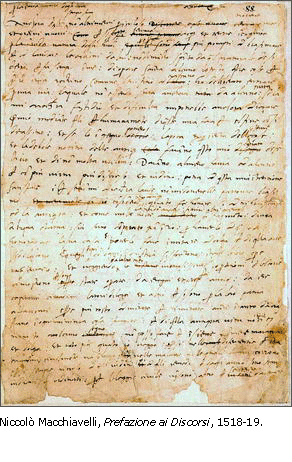
Extracte dels "Discursos sobre la primera dècada de Tito Livi", de Nicolau Maquiavel.

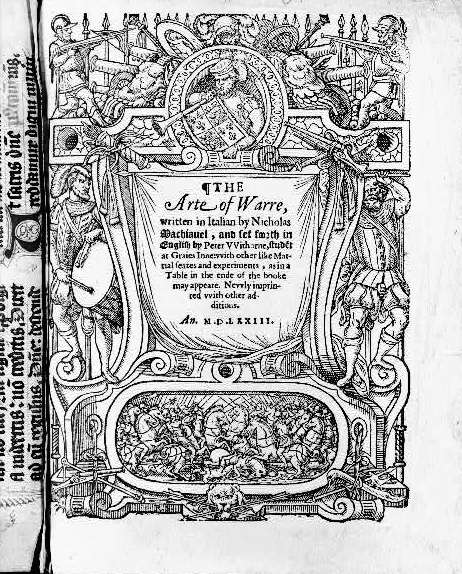
"L'art de la guerra", traduït a l'anglès per Peter VVithorne, el 1573.

- Discurs sobre la cort de Pisa, 1499
- De la manera di trattare i popoli della Valdichiana ribellati, 1502
- De la manera tenuto dal duca Valentino nell' ammazzare Vitellozzo Vitelli, Oliverotto da Fermo, etc., 1502
- Discorso sopra la provisione del danaro , 1502
- Decennale primer  (poema), 1506
- Retrat de la cort d'Alemanya, 1508-1512
- Decennale secondo, 1509
- Retrat de la cort de França, 1510
- Discursos sobre la primera dècada de Tito Livi, 3 volums, 1512-1517
- El príncep, 1513
- Andria, comèdia, 1517
- La Mandràgora comèdia en prosa de cinc actes, amb pròleg en vers, 1518
- Della lingua (diàleg), 1514
- Clizia, comèdia en prosa, 1525
- Belfagor arcidiavolo (novel·la), 1515
- Asino d'oro (poema), 1517
- De l'Art de la Guerra, 1519-1520[23]
- Discorso sopra il riformare el stato di Firenze , 1520
- Sumari de la cort de la ciutat de Lucca, 1520
- Vita di Castruccio Castracani da Lucc , 1520
- Història de Florència  8 llibres, 1520-1525